# Tendre Violette
Tendre Violette est un roman graphique sous forme de bande dessinée, de 139 pages, dessiné en 1982 par Jean-Claude Servais sur un scénario de Gérard Dewamme.
D'abord dessiné en noir et blanc et publié dans la revue (À suivre), il a été plus tard republié en couleurs et en plusieurs volumes.

## Résumé
- Chapitre 1 : Julien

Violette est une jeune sauvageonne enceinte aux mœurs dissolues ce qui ne plaît pas aux villageoises.
- Chapitre 2 : Percevent

Sauvée par le jeune châtelain, Julien Baron des Croisiettes, Violette s'amourachera du jeune homme. Malheureusement, elle se sent prisonnière et de plus le châtelain veut tuer son chat sauvage Percevent.
- Chapitre 3 : Bourguignon

Violette rencontre un compagnon qui voyage, surnommé « Le Bourguignon ».
- Chapitre 4 : Suzanne

Violette se fait enfin une amie en la personne de Suzanne.
- Chapitre 5 : La Lucye

Violette rencontre une bande de sorciers en plein Sabbat.
- Chapitre 6 : La Cochette

Violette entre en conflit avec « La Cochette », fille au caractère bien trempé.
- Chapitre 7 : Hugues

Le Juge meurt déchiqueté par une bête mais s'agit il bien d'un loup ou plutôt un animal à deux pattes.
- Chapitre 8 : Vanesse

Violette croise le chemin du père Vanesse, épicier, herboriste et cinglé, qui drogue Violette pour abuser d'elle.
- Chapitre 9 : Any

Recueillie au couvent, Violette reste près de deux mois sans sortir d'un état second. Lorsqu'elle reprend ses esprits, elle décide de fuir le couvent avec Any, une autre pensionnaire, mais celle-ci décide de rester.
- Chapitre 10 : Frédérick

Frédérick, fils de politicien, demande Violette en mariage mais il se révèle être un triste sire. Violette se mariera-t-elle ou fuira-t-elle encore ?

## Éditions

### En noir et blanc
1. Tendre Violette, Casterman, coll. « Les Romans (A SUIVRE) », 1982.  (ISBN 2-203-33411-8)
2. Malmaison, Casterman, coll. « Les Romans (A SUIVRE) », 1984.  (ISBN 2-203-33421-5)
3. L'Alsacien, Casterman, coll. « Les Romans (A SUIVRE) », 1986.  (ISBN 2-203-33431-2)

- Parfums de violette, Centre Wallonie-Bruxelles de Paris, 1986. Catalogue d'exposition.

### En couleurs
1. Julien, Casterman, 2000. Réédition colorisée des cinq premiers chapitres de Tendre Violette.  (ISBN 2-203-38961-3)
2. La Cochette, Casterman, 2000. Réédition colorisée des cinq derniers chapitres de Tendre Violette.  (ISBN 2-203-38962-1)
3. Malmaison, Casterman, 2001. Réédition colorisée.  (ISBN 2-203-38971-0)
4. L'Alsacien, Casterman, 2002. Réédition colorisée.  (ISBN 2-203-38990-7)
5. Lucye, Casterman, 2003.  (ISBN 2-203-39005-0)
6. Les Enfants de la citadelle 1, Casterman, 2006.  (ISBN 2-203-36806-3)
7. Les Enfants de la citadelle 2, Casterman, 2007.  (ISBN 978-2-203-00323-1) (BNF 41054468)